# World in Our Hands
«World in Our Hands» — песня английского поп-певца Тайо Круса с его третьего студийного альбома TY.O (2011), а также из его мини-альбома The Fast Hits EP (2012). Трек был выпущен в качестве четвёртого сингла с альбома в Германии 27 июля 2012 года и послужил официальным гимном для репортажа ZDF о Летних Олимпийских играх 2012. Трек был написан Крусом, Майклом Цитроном, Рами Якубом, Карлом Фальком и Иэном Джеймсом, а также спродюсирован Фальком, Якубом и Крусом.

## Музыкальное видео
Премьера официального видеоклипа на трек состоялась 5 июля 2012 года, его общая продолжительность составила 3 минуты и 26 секунд. В видео представлены кадры с Летних Олимпийских игр 2008, проходивших в Пекине, переплетённые с кадрами, на которых Крус исполняет песню с живой группой на пристани.

## Список композиций

### CD single
- 1. World in Our Hands — 3:19
- 2. There She Goes (Moto Blanco Remix) — 3:55

## Участники записи
- Ведущий вокал — Тайо Крус
- Продюсеры — Рами Якуб, Карл Фальк, Тайо Крус
- Слова — Тайо Крус, Мишель Зитрон, Рами Якуб, Карл Фальк, Иэн Джеймс
- Лейбл: Island Records

## Чарты
В 2012 году World in Our Hands достигла 3-й строчки в Billboard (Люксембург), 4-й позиции в Official German Charts (Германия), 5-й в Ö3 Austria Top 40 (Австрия) и 40-й позиции в Schweizer Hitparade (Швейцария). К концу года песня достигла 53-й строчки в Media Control AG (Германия) и 65-й позиции в Ö3 Austria Top 40 (Австрия).